# Ilirska Bistrica
Ilirska Bistrica este un oraș din Slovenia.